# Jaskinia nad Zagonem
Jaskinia nad Zagonem (Jaskinia Kozia, Jaskinia Zielona, Jaskinia przy Zagonie) – jaskinia w północno-zachodniej grani Małołączniaka w Czerwonych Wierchach w Tatrach Zachodnich. Wejście do niej znajduje się we wschodniej ścianie Zagonnej Turni w Dolinie Małej Łąki na wysokości 1615 metrów n.p.m. Długość jaskini wynosi 240 metrów, a jej deniwelacja 19 metrów

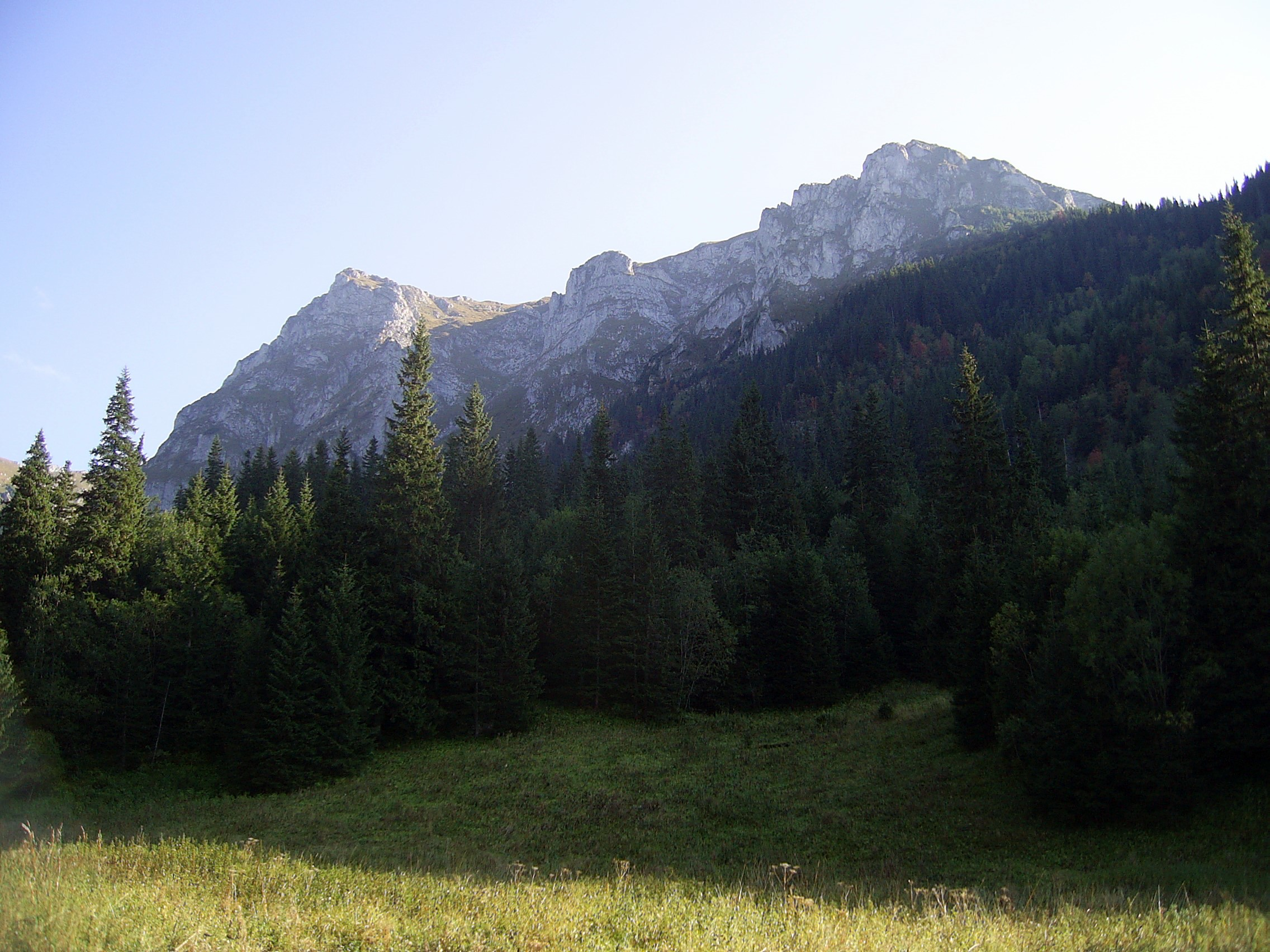
Widok z Doliny Małej Łąki. Po prawej Zagonna Turnia

## Opis jaskini
Pod okapem znajdują się trzy otwory wejściowe. Prowadzą one do trzech ciągów jaskini nie połączonych ze sobą:
1. na lewo nad progiem idzie korytarz kończący się po paru metrach.
2. na wprost znajduje się wejście do Korytarza Zielonego. Prowadzi on do Komory I (odchodzi od niej w bok korytarz zakończony zawaliskiem) i Komory II. Stąd obszerny korytarz wiedzie do największej w tym ciągu sali – Komory III. W jej lewej ścianie znajduje się mała salka – Balkon.
3. na prawo prowadzi stromo do góry Korytarz Kozi. Idzie on do Komory Zawaliskowej, a następnie do największej sali w jaskini – Sali Kozicy (11,5 m długości, 5 m szerokości i 4–7 m wysokości). W jej najniższej części znajduje się Błotny Stawek. Z Sali Kozicy korytarz prowadzi do Komory Południowej. Jej kraniec tworzy 13-metrowy komin. Znajduje się w nim najwyżej położony punkt jaskini (+18,1 m). Z Komory Południowej odchodzą dwa korytarzyki. Jeden kończy się ślepo, drugi łączy się z Kozim Korytarzem przed Komorą Zawaliskową[4].

## Przyroda
W jaskini, w szczególności w Korytarzu Zielonym, występują liczne formy naciekowe:  stalaktyty, polewy naciekowe, mleko wapienne oraz nacieki grzybkowe.
W Sali Kozicy spływa okresowo niewielka struga wody, pada też często deszcz podziemny.
W 1959 roku w Korytarzu Zielonym znaleziono dwie czaszki niedźwiedzi, a w Błotnym Stawku – szkielet kozicy.

## Historia odkryć
Jaskinia została odkryta w sierpniu 1959 roku przez M. Kruczka i S. Wójcika z Zakopanego.